# 지나갈 어느 날
지나갈 어느 날(One Day To Be Passing By)은 한국에서 제작된 김양희 감독의 2007년 영화이다. 윤소현 등이 주연으로 출연하였다.

## 출연

### 주연
- 윤소현
- 조경은
- 김영진

## 제작진
- 조명: 박홍열
- 녹음: 최익권
- 믹싱: 강경일